# Эхолокация
Эхолокация (эхо и лат. locatio — «положение») — локация объекта по времени задержки возвращения отражённой волны (эха). Если волны являются звуковыми, то это звуколокация, если радио — радиолокация.

## История
Открытие эхолокации связано с именем итальянского естествоиспытателя Ладзаро Спалланцани. Он обратил внимание на то, что летучие мыши свободно летают в абсолютно тёмной комнате (где оказываются беспомощными даже совы), не задевая предметов. В своём опыте он ослепил несколько животных, однако и после этого они летали наравне со зрячими. Коллега Спалланцани Луи Жюрин провёл другой опыт, в котором залепил воском уши летучих мышей, — и зверьки натыкались на все предметы. Отсюда учёные сделали вывод, что летучие мыши ориентируются по слуху. Однако эта идея была высмеяна современниками, поскольку ничего большего сказать было нельзя — короткие ультразвуковые сигналы в то время ещё было невозможно зафиксировать.
Впервые идея об активной звуковой локации у летучих мышей была высказана в 1912 году Х. Максимом. Он предполагал, что летучие мыши создают низкочастотные эхолокационные сигналы взмахами крыльев с частотой 15 Гц.
Об ультразвуке догадался в 1920 году англичанин Х. Хартридж, воспроизводивший опыты Спалланцани. Подтверждение этому нашлось в 1938 году благодаря биоакустику Д. Гриффину и физику Дж. Пирсу. Гриффин предложил название эхолокация (по аналогии с радиолокацией) для именования способа ориентации летучих мышей при помощи ультразвука.

## Эхолокация у животных
Животные используют эхолокацию для ориентации в пространстве и для определения местоположения объектов вокруг, в основном при помощи высокочастотных звуковых сигналов. Наиболее развита у летучих мышей и дельфинов, также её используют землеройки, ряд видов ластоногих (тюлени), птиц (гуахаро, саланганы и др.).
Происхождение эхолокации у животных остаётся ясным; вероятно, она возникла как замена зрению у тех, кто обитает в темноте пещер или глубин океана. Вместо световой волны для локации стала использоваться звуковая. Данный способ ориентации в пространстве позволяет животным обнаруживать объекты, распознавать их и даже охотиться в условиях полного отсутствия света, в пещерах и на значительной глубине. Летучая мышь, например, издает сотни сигналов в секунду. При помощи эхолокации в ее голове выстраивается модель пространства, в котором она находится. Благодаря этому летучие мыши могут вычислять скорость передвижения добычи, направление ее полета, а также форму и размер.
Среди членистоногих эхолокация обнаружена только у ночных бабочек совок.
Человек в некотором роде тоже использует эхолокацию: услышав звук в помещении, человек может определить приблизительный объём помещения, мягкость стен и т. п.

## Техническое обеспечение эхолокации

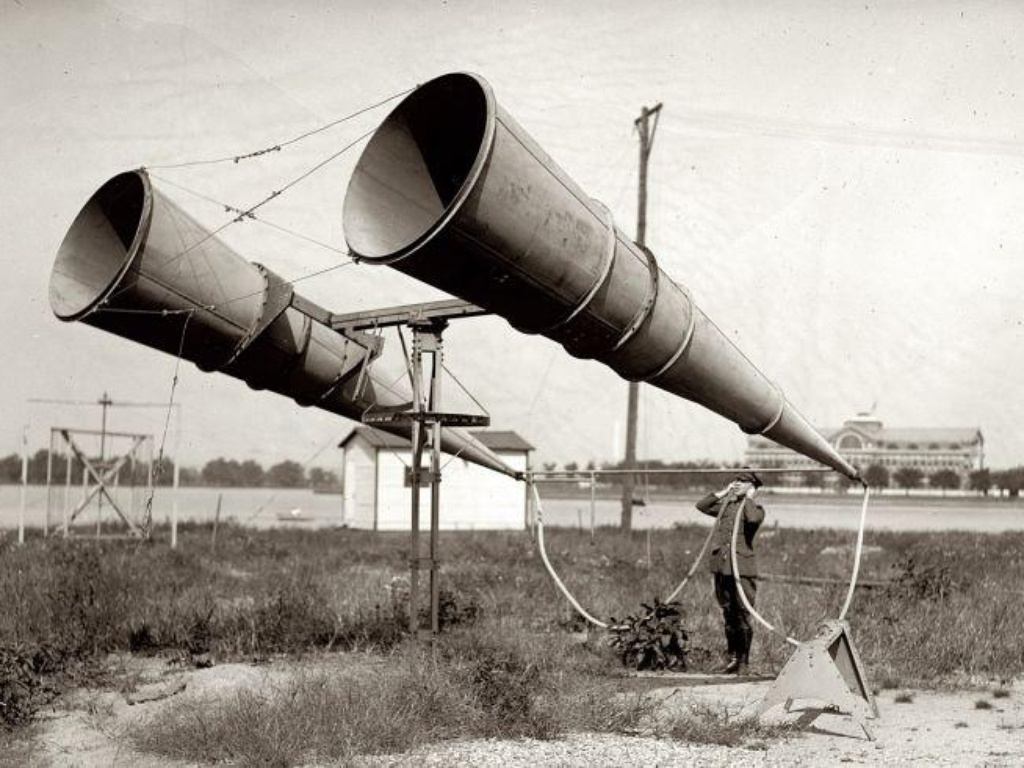
Средства звукового наблюдения. США, 1921 год

Эхолокация может быть основана на отражении различных сигналов — радиоволн, ультразвука и звука. Первые эхолокационные системы направляли сигнал в определённую точку пространства и по задержке ответа определяли её удалённость при известной скорости перемещения данного сигнала в данной среде и способности препятствия, до которого измеряется расстояние, отражать данный вид сигнала. Обследование участка дна таким образом при помощи медных слуховых труб.

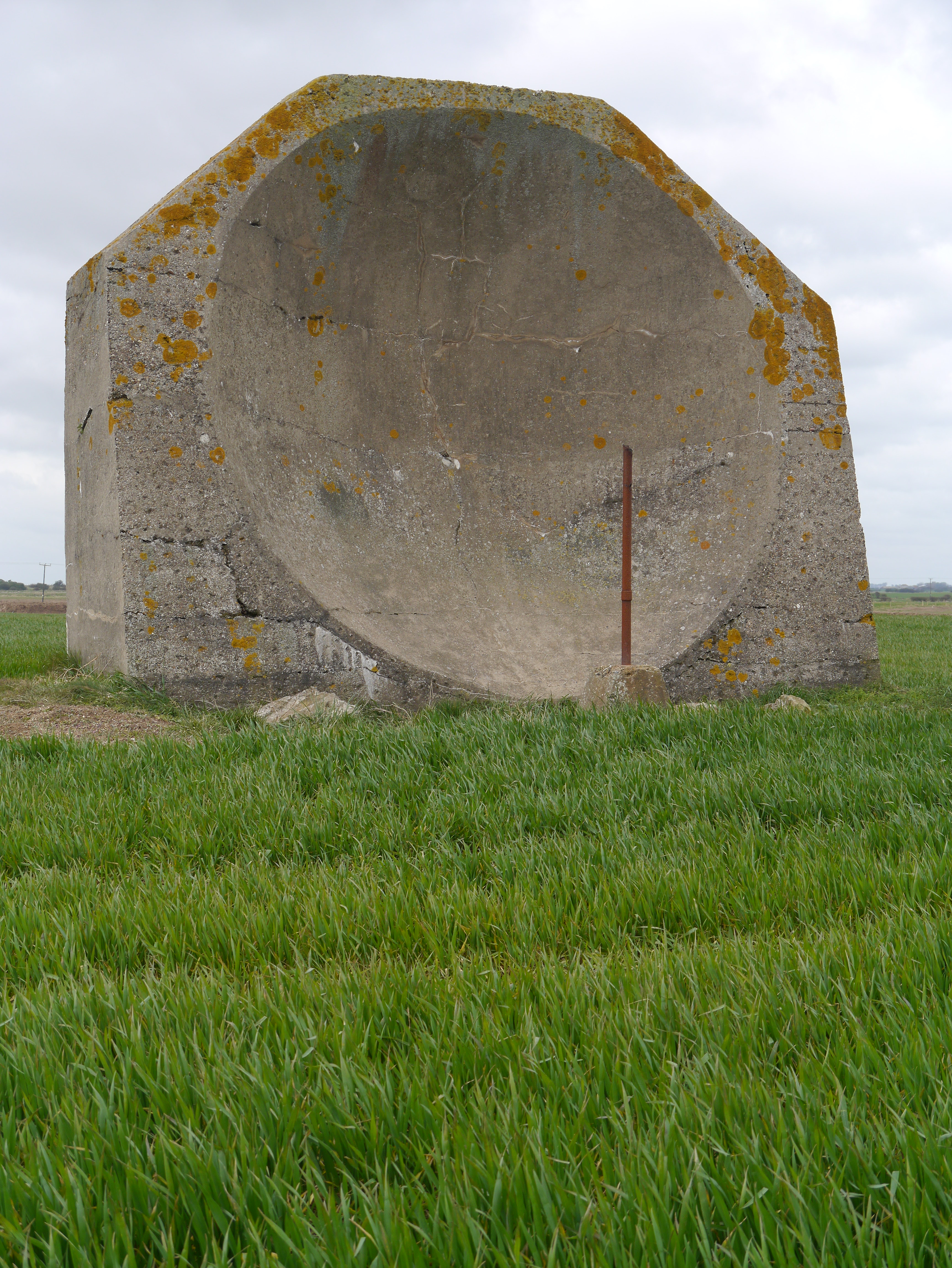
Акустическое зеркало времён Первой мировой войны, Ист-Райдинг-оф-Йоркшир

Во время Первой мировой войны в связи с налетами дирижаблей на Великобританию для предупреждения о налетах на побережье были построены звукоулавливатели — бетонные блоки вогнутой полусферической формы, которые были способны уловить звук двигателей дирижабля раньше, чем это может сделать человеческое ухо. Они концентрировали и усиливали звуковые волны, которые перенаправлялись в микрофоны, расположенные в передней части зеркал.
Сейчас используются различные технические решения с одновременным использованием сигналов различной частоты, которые позволяют существенно ускорить процесс эхолокации.